# Papeži, Osilnica
Papeži so naselje v Občini Osilnica.